# Marcella Burke
Marcella Burke (* in Illinois) war eine US-amerikanische Autorin, die einmal für den Oscar für die beste Originalgeschichte nominiert war.

## Leben
Die aus Illinois stammende Marcella Burke wurde bei der Oscarverleihung 1939 zusammen mit Frederick Kohner für den Oscar für die beste Originalgeschichte nominiert, und zwar für den von Norman Taurog inszenierten Spielfilm Mad About Music (1938), in dem Deanna Durbin, Herbert Marshall und Gail Patrick die Hauptrollen spielten.
Die Geschichte, die ihre einzige Arbeit blieb, wurde 1956 von Jerry Hopper unter dem Titel Toy Tiger noch einmal verfilmt. Diesmal spielten Jeff Chandler, Laraine Day und Tim Hovey die Hauptrollen.